# Michail Krol

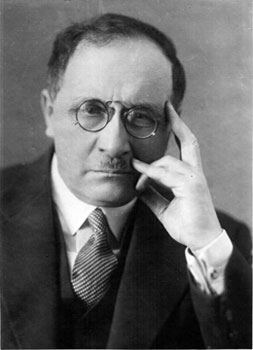
Michail Borissowitsch Krol

Michail Krol (belarussisch Міхаіл Барысавіч Кроль; * 18. Februarjul. / 2. März 1879greg. in Minsk; † 6. August 1939 in Moskau) war ein sowjetischer Neurologe. Er gilt als Begründer der belarussischen Schule der Neuropathologie. Zudem war er einer der Gründerväter der Belarussischen Staatsuniversität und des Medizinischen Instituts in Minsk.

## Leben
Michail Krol wuchs als Sohn eines jüdischen Beamten in Minsk auf. 1896 legte er sein Abitur im lettischen Libau (heute: Liepāja) ab und studierte anschließend Medizin an der Universität Moskau. Nach dem erfolgreichen Abschluss seines Studiums 1901 arbeitete er in einem Krankenhaus in Moskau in einer neurologischen Beratungsstelle sowie in auf der neurologischen Station. Über seinen Mentor Lasar Minor wurde er Arztpraktikant und später Assistent in der Klinik für Nervenkrankheiten an der Moskauer Höheren Frauenschule. Dort forschte er zur Lokalisation von Gehirnfunktionen. 1911 trat er mit seinen Ergebnissen beim ersten Kongress des Russischen Verbandes der Psychiater und Neuropathologen in Moskau auf und stellte sie zwei Jahre später auch auf einem Kongress in London vor.
Während des Ersten Weltkriegs kehrte er nach Minsk zurück, wo er für das russische Rote Kreuz eine psychiatrische Klinik leitete, die sowohl Militärangehörigen als auch Zivilisten offenstand. 1917 kehrte er nach Moskau zurück, wo er einen Lehrstuhl für Nervenkrankheiten an der Höheren Frauenschule erhielt. Bis 1918 promovierte und habilitierte er. 1920 wurde er einer der Mitbegründer der belarussischen Staatsuniversität, zwar nicht in der Planungskommission tätig, aber in der Professoren-Kommission. Die Hochschule eröffnete 1921. Krol wurde zunächst zum Dekan ernannt, musste diese Stellung aber wieder abgeben, da er noch bis 1925 in Moskau residierte. Dort warb er verschiedene Dozenten für die Medizinische Fakultät an. Ab dem März 1923 kümmerte er sich um Wladimir Iljitsch Lenin, der nach seinem dritten Schlaganfall unter erheblichen Gesundheitseinbußen litt und vom Tode bedroht war. Nach Lenins Tod kehrte er nach Minsk zurück, wo er im Oktober 1924 die Leitung des Lehrstuhls für Nervenkrankheiten sowie der Neurologischen Klinik übernahm. Dort forschte er zu der Verbreitung von viralen Neuroinfektionen sowie zu den Funktionen des Nervensystems.
Von 1924 bis 1928 entfaltete die Fakultät eine rege Publikationstätigkeit. 1929 erschien im Julius Springer Verlag sein Kompendium zu den Nervenkrankheiten unter dem Titel Die neuropathologischen Syndrome auch in deutscher Sprache.
Nachdem Krol sich auf Grund seiner Festschriften für die Universität zunächst den Vorwurf der Belarussifizierung gefallen lassen musste und als Vertreter eines von der Obrigkeit verdammten Nationaldemokratismus galt, machte er 1930 einen radikalen Schnitt und wurde Mitglied der Kommunistischen Partei und leistete in den Folgejahren Abbitte. So entging er den Vergeltungsmaßnahmen der Sowjetunion und konnte seine erfolgreiche Karriere unbehindert fortsetzen.
1930 wurde die Medizinische Fakultät selbstständig und firmierte nun unter dem Namen Staatliches Medizinisches Institut Minsk. Dort wurde Krol Direktor und beteiligte sich an der politischen Säuberungswelle in den Universitäten. Anfang der 1930er Jahre erhielt er den Titel Verdienter Wissenschaftler der BSSR. Seit 1931 war Kroll Mitglied der Belarussischen Akademie der Wissenschaften. 1932 wechselte er zum Moskauer Institut für Psychoneurolgie, deren Leitung er von seinem alten Mentor Lasar Minor übernahm. Gleichzeitig wurde er „verantwortlicher Redakteur“ der Fachzeitschrift Sowjetische Neuropathologie, Psychiatrie und Psychohygiene. Dort kümmerte er sich um Zensur und ideologische Ausrichtung der Zeitschrift auf Parteilinie. 1933 wurde ihm die Leitung der Klinik des Allunionsinstituts für Experimentelle Medizin übertragen. 1934 folgte die Berufung zum Vorsitzenden der Moskauer Gesellschaft der Neurologen und Psychiater und 1935 der Vorsitz der Allunionsgesellschaft. Zudem wurde er mehrfach zum Abgeordneten des Stadtsowjets in Moskau gewählt.
Während der Jahre sowjetischer Herrschaft war Krol nicht von einem Publikations- und Reiseverbot ins Ausland betroffen, wie viele seiner Forscherkollegen. Auch blieb er vom „Großen Terror“ verschont. Er galt als politisch vertrauenswürdig und durfte weiter an internationalen Kongressen teilnehmen. So reiste er auch nach Deutschland und durch Europa. Unter anderem warnte er vor der nationalsozialistischen Ideologie und kritisierte die Vertreibung und Verfolgung aller „Nichtarierer“ sowie die Ausrichtung der medizinischen Forschung in Deutschland hin zur Nationalsozialistischen Rassenhygiene.
Von 1934 bis 1938 wurde er Chefarzt des Krankenhauses der 4. Hauptverwaltung des Volkskommissariats für Gesundheitswesen der UdSSR, einer Einrichtung, die sich um das Wohlergehen der Parteielite kümmerte. 1939 wurde er zum korrespondierenden Mitglied der Akademie der Wissenschaften der UdSSR ernannt. Kurz darauf verstarb er am 6. August 1939.
Krol ruht in einem Kolumbarium auf dem Nowodewitschi-Friedhof in Moskau.

## Bedeutung
Michail Borissowitsch Krol veröffentlichte in seiner 30-jährigen Karriere mehr als 120 Werke, vor allem in russischer, aber auch in deutscher Sprache, darunter zahlreiche Fachaufsätze. Sein beachtliches Werk ließ ihn zum Begründer der belarussischen Schule der Neuropathologie werden. Von ihm herausgegebene und verfasste Werke wurden in Russland noch Jahre später herausgegeben und als Lehrbücher im Medizinstudium verwendet. Auch international war er anerkannt.

## Werke (Auswahl)
Ganzschriften
- Die neuropathologischen Syndrome. Zugleich Differentialdiagnostik der Nervenkrankheiten. Berlin: Julius Springer 1929.

Fachaufsätze
- Beiträge zum Studium der Apraxie. In: Zeitschrift für die gesamte Neurologie und Psychiatrie 2, 1910
- Das Halsrippensyndrom: Beitrag zur Pathologie des Armplexus. In: Zeitschrift für die gesamte Neurologie und Psychiatrie 94, S. 449–461 (1925)
- Magnus de Kleynsche Tonusreflexe bei Nervenkranken. In: Zeitschrift für die gesamte Neurologie und Psychiatrie 94, S. 462–472 (1925)
- Beitrag zur Pathologie der akut verlaufenden Rückenmarkstumoren. Mit I. beilinn. In: Deutsche Zeitschrift für Nervenheilkunde 111, S. 258–259 (1929)
- Über Muskeltonus und Chronaxie. Mit: Kroll M, Markow D, Kantor N. In: Nervenarzt 5, S. 8–14 (1932)